# Caccodes marquesanus
Espèce
Caccodes marquesanus est une espèce de coléoptères de la famille des Cantharidae. Elle a été décrite par K. G. Blair en 1932.